# USA:s Grand Prix 2003
USA:s Grand Prix 2003 var det femtonde av 16 lopp ingående i formel 1-VM 2003.

## Resultat
1. Michael Schumacher, Ferrari, 10 poäng
2. Kimi Räikkönen, McLaren-Mercedes, 8
3. Heinz-Harald Frentzen, Sauber-Petronas, 6
4. Jarno Trulli, Renault, 5
5. Nick Heidfeld, Sauber-Petronas, 4
6. Juan Pablo Montoya, Williams-BMW, 3
7. Giancarlo Fisichella, Jordan-Ford, 2
8. Justin Wilson, Jaguar-Cosworth, 1
9. Cristiano da Matta, Toyota
10. Jos Verstappen, Minardi-Cosworth
11. Nicolas Kiesa, Minardi-Cosworth

### Förare som bröt loppet
- Jacques Villeneuve, BAR-Honda (varv 63, motor)
- Ralph Firman, Jordan-Ford (48, snurrade av)
- David Coulthard, McLaren-Mercedes (45, växellåda)
- Fernando Alonso, Renault (44, motor)
- Jenson Button, BAR-Honda (41, motor)
- Olivier Panis, Toyota (27, snurrade av)
- Mark Webber, Jaguar-Cosworth (21, snurrade av)
- Ralf Schumacher, Williams-BMW (21, snurrade av)
- Rubens Barrichello, Ferrari (2, olycka)

## VM-ställning
| Förarmästerskapet 1. Michael Schumacher, Ferrari, 92 2. Kimi Räikkönen, McLaren-Mercedes, 83 3. Juan Pablo Montoya, Williams-BMW, 82 | Konstruktörsmästerskapet 1. Ferrari, 147 2. Williams-BMW, 144 3. McLaren-Mercedes, 128 |